# 大石鄉 (鄰水縣)
大石鄉（大石公社），是四川省鄰水縣曾经下辖的一个乡，存在於1953年-1981年。

## 沿革[1]
- 民國4年(1915年)，因地方不靖，設5個保衛區，以維持治安。設大石鄉，隸屬第三保衛區。
- 民國24年(1935年)7月1日，將6個區合併為3個區，49個鄉(鎮)合併為43個鄉(鎮)，大石鄉隸屬第二區署(駐石稻場) 。
- 民國29年(1940年)3月1日，按《縣各級組織法綱要》及《補充注意事項》的規定，實行新縣制。4月，改3個區為4個區。6月1日撤銷鄉(鎮)聯保辦公處，置鄉(鎮)公所，設鄉(鎮)長。將43個聯保辦公處合併為22個鄉(鎮)公所，大石鄉和人和鄉合併為人大鄉，隸屬第四區。
- 1953年2月．第七區(袁市區)公所將人大鄉分為人和鄉，大石兩個鄉。隨即建立大石鄉公所。4月24日，大石鄉公所改稱大石鄉人民政府,1956年1月16日，大石鄉政府改稱大石鄉人民委員會，並正式劃歸豐禾區公所領導，1958年12月，大石鄉人委改稱大石人民公社。1966年5月「文革」開始後，大石人民公社工作受到干擾。1967年3月，由公社武裝幹部和群眾代表主持成立了大石人民公社生產辦公室，負責公社日常工作。1968年12月13日，經縣人武部黨委批准．大石人民公社革命委員會成立。1981年3月，縣委決定撤銷大石人民公社革委會．建立大石人民公社管理委員會，管委會設正、副主任。同年12月，為在一個地區內公社不重名，達縣地區行署批准，將大石人民公社管委會改為涼山人民公社管委會。1984年1月，根據中共中央體制改革要求，縣委又決定撤銷涼山人民公社管委會，建立涼山鄉人民政府。